# Marwane Yezza
Marwane Ahmed Yezza (ur. 2 maja 1999) – francuski zapaśnik walczący w stylu wolnym. Zajął 21. miejsce na mistrzostwach świata w 2021 roku. 
Piaty na mistrzostwach Europy w 2020. Wygrał igrzyska frankofońskie w 2023 roku.
Drugi na mistrzostwach Francji w 2020; trzeci w 2017 i 2022 roku.